# Sorbus uzenensis
Sorbus uzenensis är en rosväxtart som beskrevs av Gen-Iti Koidzumi. Sorbus uzenensis ingår i släktet oxlar, och familjen rosväxter. Inga underarter finns listade i Catalogue of Life.